# IEEE 802.11r
IEEE 802.11r należy do grupy standardów IEEE, które określają metody transmisji w bezprzewodowych sieciach lokalnych. Standard ten określa jak powinien przebiegać proces przełączania mobilnych klientów między kolejnymi punktami dostępowymi.

## Szybkiroaming
Prace nad standardem 802.11r rozpoczęły się w celu rozwiązania problemu przełączania w przypadku zastosowania sieci bezprzewodowych do przesyłania danych strumieniowych (telefonia internetowa korzystająca z protokołu VoIP, transmisja video). W przypadku zbyt wolnego roamingu pomiędzy punktami dostępowymi pojawiają się opóźnienia, powodujące zniekształcenie transmisji. Obecnie standardy grupy IEEE 802.11 zapewniają opóźnienia rzędu 100 ms, natomiast do bezbłędnej transmisji wielkość opóźnienia w przypadku transmisji głosu nie powinna być większa niż 50 ms (jest to czas reakcji ludzkiego ucha). Nad zapewnieniem odpowiedniej szybkości przełączania pracuje „grupa robocza r”, powołana przez IEEE opracowująca standard 802.11r. Grupa ta skupia się także nad zapewnieniem odpowiedniego poziomu jakości obsługi QoS.

## Sposób działania
1. Przemieszczający się klient przed przełączeniem się do następnego punktu dostępowego uwierzytelnia się oraz ustala oczekiwaną jakości obsługi QoS.
2. Za pomocą protokołu 802.11r przekazywane są dane potrzebne do uwierzytelnienia się i związane z uprawnieniami dostępu między stacjami, a także ustalana jest jakość obsługi QoS jaka będzie obowiązywać po przełączeniu do nowego punktu dostępowego. Odbywa się to drogą radiową bądź za pomocą kabla.
3. Następuje przełączenie do następnego punktu dostępowego.
4. Przełączony klient potwierdza wcześniejsze ustalenia.

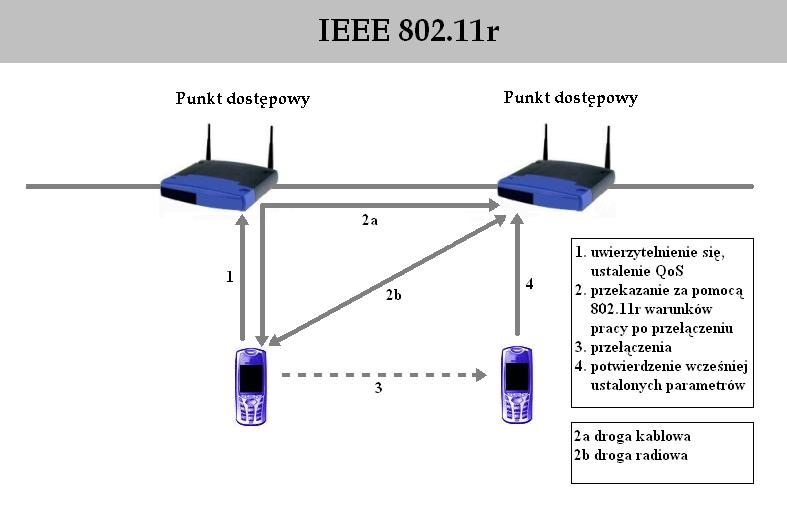
IEEE 802.11r

Dzięki temu, że do ustalenia warunków pracy z następnym punktem dostępowym klient korzysta z aktualnego punktu dostępowego, takie rozwiązanie pozwala na wcześniejsze ustalenie oczekiwanej jakości obsługi QoS oraz skraca czas przełączenia.

## Propozycje
Lista propozycji, które zostały zasugerowane dla implementacji IEEE 802.11r:
- Fast BSS-Transition Tunnel
- TAP (Transition Acceleration Protocol)
- Fast Roaming Using Multiple Concurrent Associations
- Motorola TGr Fast Handover Proposal
- PEKM (Post-EAP Key Management Protocol)
- Proposal for Fast Inter-BBS Transitions
- AP Scanning
- Just-In-Time 2 Phase Association

## Dalsze perspektywy
Prace nad protokołem 802.11r rozpoczęte w roku 2004 nadal trwają. Wstępna wersja jest już ukończona. Wprowadzenie 802.11r prawdopodobnie wpłynie na znaczny rozwój protokołu VoIP, który obecnie skutecznie konkuruje z sieciami PSTN.